# Вильямиль, Габриэль
Габриэль Алехандро Вильямиль Кортес (исп. Gabriel Alejandro Villamíl Cortez; род. 28 июня 2001, Ла-Пас) — боливийский футболист, полузащитник клуба ЛДУ Кито и сборной Боливии.

## Клубная карьера
Вильямиль — воспитанник клуба «Боливар». 16 ноября 2018 года в матче против «Гуабиры» он дебютировал в боливийской Примеры. 16 августа 2021 года в поединке против «Рояль Пари» Габриэль забил свой первый гол за «Боливар». В 2023 году в матчах Кубка Либертадорес против парагвайского «Серро Портеньо» он забил по голу. В составе клуба Габриэль дважды выиграл чемпионат. 
В начале 2024 года Вильямиль был арендован эквадорским ЛДУ Кито.

## Международная карьера
10 сентября 2021 года в отборочном матче чемпионата мира 2022 против сборной Аргентины Вильямиль дебютировал за сборную Боливии.

## Достижения
Клубные
 «Боливар»
- Победитель боливийской Примеры (2) — Апертура 2019, Апертура 2022